# Ян Поспішіл
Ян Поспішіл, чеськ. Jan Pospíšil, пол. Jan Pospiszil (*7 січня 1921 —  †30 липня 1994) —   чеський поет, фольклорист, музикант, диригент, композитор і історик. Псевдонім чеськ. Jan Záhorský.

## Біографія
Ян Поспішіл народився на українське Різдво, 7 січня 1921 року, у волинському селі Глинськ на Рівненщині і походить з родини, яка була добре відома серед чехів України і Росії в другій половині XIX — на початку XX століття. Його дід професор Алоїз (Олексій Йосипович) Поспішіл (*1851-†1929) був відомим педагогом, вченим-славістом, мовознавцем, членом-засновником товариства Яна Амоса Коменського у Києві (1906 р.) та автором відомої біографічної праці чеськ. «Československá duchovní armáda na Rusi» (1925–1926), яка зберегла для майбутніх поколінь прізвища і імена багатьох чехів Російської імперії. Бабуся була з дому Дудова, а її брат піаніст, композитор і педагог Карел (Сергій Йосипович) Дуда (*1855-†1941) працював професором Київської консерваторії (1879–1922 рр.). Були добре відомі також брати батька правник д-р Мікулаш (Микола Олексійович) Поспішіл (*1877-†1950?), начальник відділу Міністерства фінансів Російської імперії та член чеського товариства в Санкт-Петербурзі, згодом директор чеської школи у селі Глинську (до 1917 року), потім працівник Головного контрольного управління Чехословаччини у Празі і автор праці чеськ. «Český spolek v Petrohradě (k 50. výročí založení)» (1930), а також піаніст і композитор, професор музичної школи Львівського вищого музичного інституту ім. М. В. Лисенка у місті Рівному Ондржей (Андрій Олексійович) Поспішіл (*1886-†1953), автор фортепіанних творів і декількох статей з історії чехів в Російській імперії. Ще один дядько Владімір Поспішіл, батьки Ян (*1892-†1948) і Віра Поспішілові (*1896-†1980) були приватними землеробами.
Закінчив польську семирічну школу ім. Миколая Коперніка (нині Глинська загальноосвітня школа І — ІІІ ступенів) у с. Глинську (1935) та заочно економічний відділ середньої сільськогосподарської технічної школи у місті Домажліце (1962). Музичну грамоту та гру на скрипці вивчав у 1929–1936 роках у свого двоюрідного дядька професора Львівської консерваторії Яна Поспішіла, а у 1939 році вже керував смичковим оркестром у селі Глинську.
Коли почалася Друга світова війна, то до 1943 року працював в домашньому господарстві, а потім, як і багато інших волинських чехів, українців і поляків, був депортований на примусові роботи в Німеччину і до 1945 року перебував у місті Гільдесгайм нім. Hildesheim. У липні 1945 року прибув з Німеччини в Чехословаччину, де лише через два роки зустрівся з родиною, яка реемігрувала з Волині. Працював у власному господарстві батьків у селі Остромеч, потім в сільськогосподарському кооперативі (з 1963 року — економістом) та в районному управлінні сільського господарства у місті Домажліце.
Брав активну участь у громадському житті організацій чеських реемігрантів з Волині в Чехословаччині і Чехії. Був членом Союзу чехів з Волині, чеськ. Svaz Čechů z Volyně, (1946–1952) і Об'єднання чехів з Волині та їх друзів, чеськ. Sdružení Čechů z Volyně a jejích přátel, (1990–1994). Був учасником Олімпіад народного мистецтва і творчості волинських чехів (1948, 1949, 1950), де неодноразово відзначався, зокрема, став володарем Перехідного кубка голови Чехословацької закордонної установи В'єнцеслава Швіговского (*1875-†1957) за багатогранність (1949). В рамках підготовки до Олімпіад заснував і був художнім керівником молодіжного фольклорного колективу волинських чехів «Шумаван» (1948–1951), у репертуарі якого були чеські, польські, українські і російські народні пісні. В той час ним були написані також справжні поетичні перлини про Україну, зокрема, вірші чеськ. «Vesničko moje na Volyni» (1947), чеськ. «Ukrajinská noc» (1948), чеськ. «Dumka», чеськ. «Jen malý prostý kříž»" та чеськ. «Setkání s mládím». Ці та інші вірші відомі нині в Україні в перекладах відомих українських поетів В'ячеслава Друзяки та Леоніда Потапчука.
Після того, як у 1951 році тодішньою владою Чехословаччини була припинена діяльність «Шумавану», а у 1952 році і Союзу чехів з Волині, то до початку 80-х років ХХ ст. в його житті не було місця для поезії і музики. В цей період «нормального» життя, як сам назвав цей час, на противагу існуючій реальності захопився дослідженням історії села Остромеч та інших навколишніх сіл. І лише з наближенням пенсійного віку до нього почали повертатися несмілі «пізні рими» на «шляхах спогадів». Тоді ж почав писати поезії з різних приводів, в тому числі до важливих подій в житті народу і держави та до днів народжень друзів (напр. чеськ. «Říši tisíciletou»).
Помер 30 липня 1994 року після важкої хвороби у селі Остромеч.

## Творчість
Автор віршів в чеських періодичних виданнях, збірки лірики чеськ. «Setkaní a loučení» (1993) і невідомої кількості ніколи не опублікованих віршів, музики, напр. до свого вірша чеськ. «Vesničko moje na Volyni» і до вірша Вацлава Шімека (*1921-†1997) «Привіт Україні» і рукописів про історію Горшовско-Тинска (бл. 1000 сторінок), співавтор, разом з етнологом В'ячеславою Логвін, унікальної збірки чеських народних пісень з Волині чеськ. «České písně z ukrajinské Volyně» (1997), в якій вперше зібрано пісенний фольклор однієї з чеських меншин за кордонами Чехії, упорядник і видавець музичної спадщини свого дядька Ондржея Поспішіла тощо.
| Вірш Яна Поспішіла про рідне село Глинськ чеськ. «Vesničko moje na Volyni» (1947) зі збірки чеськ. «Setkaní a loučení» | |
| Оригінал | В перекладі В'ячеслава Друзяки |
| Vesničko moje na Volyni Vesničko moje na Volyni, tak tichá, skromná ve své kráse když sady tvoje stříbří jíní, i máj když z květů usmívá se. Vzpomínka útěchou mně byla, když sám jsem zůstal v cizí zemi, na tebe, vesničko má milá, nejhezčí vísko mezi všemi. I pak, když domov svůj jsem našel po letech bouří, trmácení, na Volyň vracely se zase tak často vzpomínky mé v snění. Zda ještě bílé domky svítí skrz zeleň zahrad? Nad potokem zda rozkvétá na lukách kvítí s příchodem jara každým rokem? Zda zlatý lán pšeničných polí objímá jako kdysi tebe? Zda stejně krásně nad topoly se klene ukrajinské nebe? Tvůj obraz tolik blízký, známý, mi zmizel v nedozírné dálno - a často, věř mi, připadá mi, že tomu je už dávno, dávno, kdy naposledy tiché sbohem jsem šeptal chvějícíma rtoma a sám šel světem se svým bolem, své štěstí s tebou nechal doma . . . Domovem naším zveme nyní vlast naších předků, českou zemí - vesničko moje na Volyni, po tobě stejně stýská se mi. | Село моє там, на Волині в зажурі тихій, серце крає, коли сади посріблить іній, чи май із квіту визирає. Та думка душу мені гріла, коли лишився на чужині. про тебе, краю рідний, милий, що найдорожчий в світі й нині … Опісля, аж знайшов родину заживши біль, й безмежну втому, все ж повертаюсь у дитинство у світлих спогадах додому. Чи білі хатки все ще сяють крізь зелень саду? Над потоком, чи луки рясно розцвітають, коли весна прийде, щороку? Духмяний лан пшениць прегарних ще пригортається до тебе? І чи схиляється безхмарне в задумі українське небо? За тебе я віддав би серце, та поросло все те травою … І все ж, повір, мені здається, що все було те не зі мною. Коли в останнє, тихо «Збогом!» - прорік тремтливими вустами, лишив я щастя за порогом, а біль свою поніс світами. Домівкою звемо ми нині край наших предків — землю чеську. В село моє, що на Волині крізь серце протоптав я стежку… |

## Вибрана бібліографія

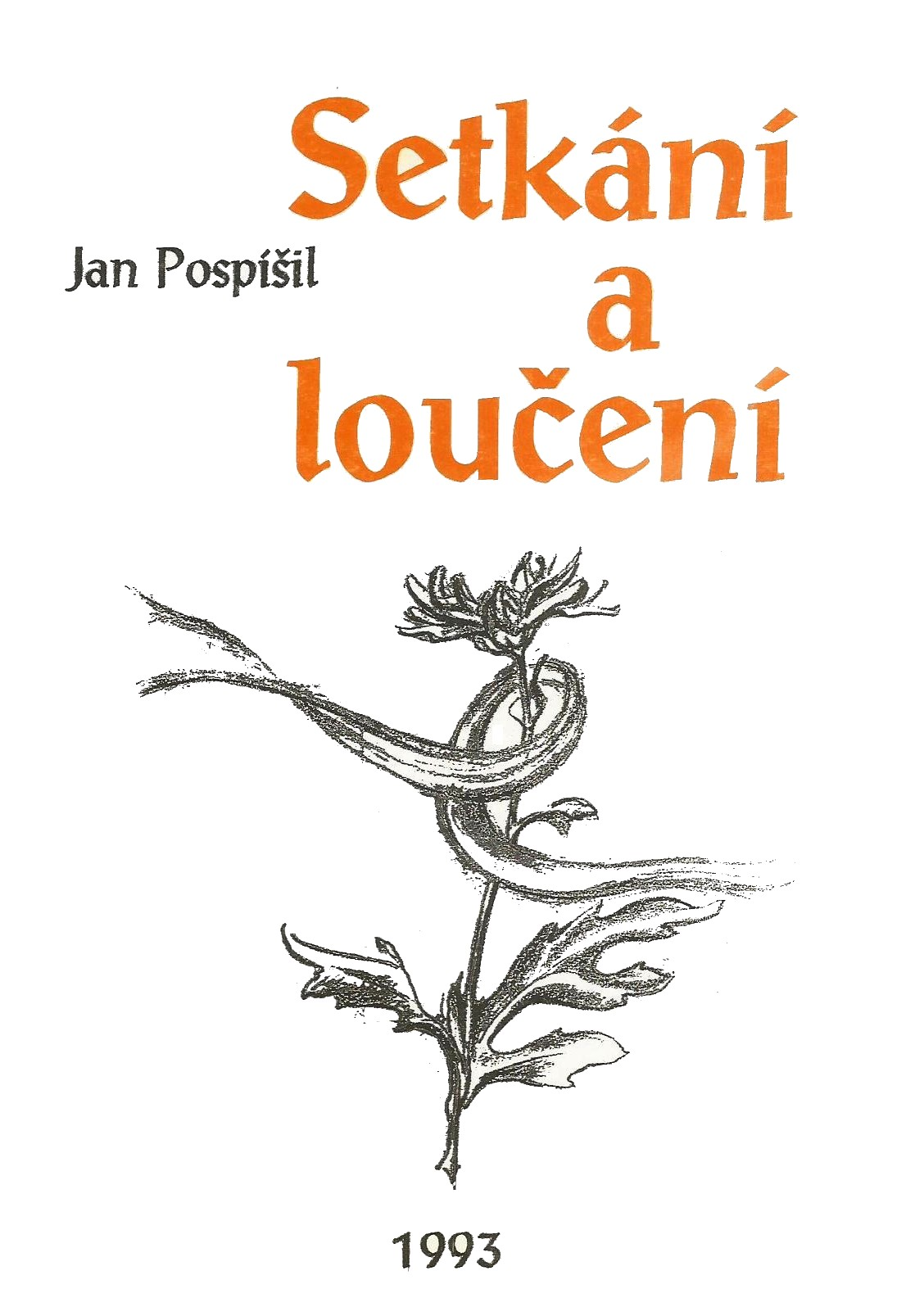
Обкладинка збірки поезій Яна Поспішіла «Зустрічі і прощання» «Setkaní a loučení»

- ZÁHORSKÝ Jan [=POSPÍŠIL Jan]. Vesničko moje na Volyni: Báseň // Věrná stráž (Прага). — Roč. 2, č. 17 (2.05.1947), s. 1.
- POSPÍŠIL Jan. Kapitoly z historie obce Ostromeč, okr. Horšovský Týn. — Horšovský Týn: Vl. nákl., 1990. — 42 s.
- ZÁHORSKÝ Jan [=POSPÍŠIL Jan]. Kde domov můj: Báseň // Věrná stráž (Прага). — Roč. 2, č. 14-15 (16.04.1947), s. 5.
- POSPÍŠIL Jan. Nocturno (K stému výročí smrti F. Chopina): Báseň // Věrná stráž (Прага). — Roč. 4, č. 41 (28.10.1949), s. 6.
- POSPÍŠIL Jan. První setkání rodáku z Hlinska 9.5.1987: Sborník projevů a příspěvků. — Uničov: MěNV, 1988. — 48 s.
- POSPÍŠIL Jan. Setkání a loučení. Výbor z veršů / Ilustrace, obálka, grafická úprava Alena Janoušková. — 1. vyd. — Praha: Volyň — Sdružení Čechů z Volyně a jejich přátel, 1993. — 86 s.
- ZÁHORSKÝ Jan [=POSPÍŠIL Jan]. Ta tvoje ruka: Báseň // Věrná stráž (Прага). — Roč. 2, č. 49 (12.12.1947), s. 3.
- ZÁHORSKÝ Jan [=POSPÍŠIL Jan]. Ukrajinská noc: Báseň // Věrná stráž (Прага). — Roč. 3, č. 12 (26.03.1948), s. 9.
- POSPÍŠIL Jan, LOHVINOVÁ Vjačeslava. České písně z ukrajinské Volyně / Ilustrace Alena Janoušková. — Praha: Ústav pro etnografii a folkloristiku AV ČR, 1997. — 580 s. — ISBN 80-85010-15-1
- POSPÍŠIL Ondřej. Devět skladeb pro klavír / Sest. Jan Pospíšil. — Horšovský Týn: Nákl. Jan Pospíšil, 1994. — 62 s.